# 蓼叶镇
蓼叶镇，是中华人民共和国四川省南充市营山县下辖的一个乡镇级行政单位。2019年10月，撤销高码乡，将其所属行政区域划归蓼叶镇管辖。

## 行政区划
蓼叶镇下辖以下地区：
天池村、大佛村、鹅颈村、南路村、砚台村、白坡村、宝塔村、磨墩村和太公村，太阳村、石墙村、梅垭村、途中村、阳关村、毛官村、锣厂村、磨型村和二郎村。